# HERC2
HERC2 (ang. hect domain and RCC1-like domain-containing protein) - ludzki gen w locus 15q13 regulujący ekspresję genu OCA2. Powoduje to, że ma silny wpływ na barwę oka. Recesywna mutacja w tym genie prowadzi do zahamowania działania genu OCA2, a co za tym idzie osłabienie produkcji melaniny w tęczówce i powstanie niebieskiego koloru oczu.

## Zespół AngelmanaiPradera-Williego
Delecja powodująca oba zespoły obejmuje m.in. locus, na którym znajduje się HERC2. Ma to związek z obniżoną pigmentacją.

## Występowanie u innych gatunków
HERC2 występuje u innych gatunków zwierząt np. myszy odpowiada za pigmentację sierści i oczu oraz za produkcję spermy